# حوض‌انبارهای میغان
حوض انبارهای میغان مربوط به اواخر دوره قاجار است و در شهرستان نهبندان، روستای میغان واقع شده و این اثر در تاریخ ۱۰ مهر ۱۳۸۰ با شمارهٔ ثبت ۳۹۶۴ به‌عنوان یکی از آثار ملی ایران به ثبت رسیدهٔ است.